# Хадебе, Тинейдж
Тинейдж Лингани Хадебе (англ. Teenage Lingani Hadebe; 17 сентября 1995, Булавайо, Зимбабве) — зимбабвийский футболист, защитник турецкого клуба «Коньяспор» и сборной Зимбабве.

## Карьера

### Клубная карьера
Первые три года своей карьеры футболиста Тинейдж Хадебе провёл за зимбабвийский клуб «Банту Роверс», затем в 2016 году перебрался в другую зимбабвийскую команду «Хайлендерс», а в следующем году — в зимбабвийский «Чикен Инн».
В июле 2017 года он подписал контракт с южноафриканским клубом «Кайзер Чифс». Он дебютировал в южноафриканской Премьер-лиге за «Кайзер Чифс» 22 ноября 2017 года в выездном матче, закончившемся безголевой ничьей, против «Амазулу». Хадебе забил свой первый гол в лиге 4 апреля 2018 года, ставший единственным и победным в гостевом поединке против клуба «Фри Стэйт Старс». Этот мяч был забит на 95-й минуте с подачи Сипиве Чабаллы.
В середине июля 2019 года зимбабвиец перешёл в клуб турецкой Суперлиги «Ени Малатьяспор».
28 июня 2021 года Хадебе перешёл в клуб MLS «Хьюстон Динамо», подписав контракт по правилу назначенного игрока сроком до конца сезона 2023 с опцией продления на сезон 2024. В американской лиге дебютировал 20 июля в матче против «Ванкувер Уайткэпс». По итогам сезона 2021 Хадебе был признан защитником года и новоприбывшим игроком года «Хьюстон Динамо». 9 апреля 2022 года в матче против «Сан-Хосе Эртквейкс» забил свой первый гол в MLS. По окончании сезона 2023 «Хьюстон Динамо» отклонил опцию продления контракта с Хадебе.
9 февраля 2024 года Хадебе вернулся играть в Турцию, подписав контракт с «Коньяспором» до конца сезона.

### Карьера в сборной
С 2014 года Тинейдж Хадебе выступает за сборную Зимбабве. Он был включён в заявки национальной команды на Кубки африканских наций 2017, 2019 и 2021 годов. На первом турнире он так и не появился на поле, а на втором провёл три матча.

## Достижения
Командные
 Хьюстон Динамо
- Обладатель Открытого кубка США: 2023